# بشریت (بازی ویدئویی)
بشریت (انگلیسی: Humankind) یک بازی ۴اکس ساخته شده توسط آمپلیتود و منتشر شده توسط سگا می‌باشد که در سال ۲۰۲۱ برای مایکروسافت ویندوز، مک‌اواس و گوگل استادیا منتشر شد. در این بازی هر بازیکن در یکی از شش سرزمین قرار می‌گیرند و موارد شهروندی خود را انجام می‌دهند.